# Tmesisternus bosaviensis
Tmesisternus bosaviensis là một loài bọ cánh cứng trong họ Cerambycidae.